# Italia Lucchini
Italia Lucchini (Marino, 8 dicembre 1918 – Vicenza, 29 aprile 1998) è stata una velocista italiana.

## Biografia
Nel 1938 fu medaglia di bronzo ai Campionati europei di Vienna nella staffetta 4×100 metri insieme a Maria Alfero, Maria Apollonio e Rosetta Cattaneo.
Dal 1939 al 1946 fu sette volte campionessa nazionale assoluta, di cui tre nei 100 metri piani e quattro nella staffetta 4×100 metri.

## Palmarès
| Anno | Manifestazione     | Sede   | Evento                | Risultato | Prestazione | Note  |
| ---- | ------------------ | ------ | --------------------- | --------- | ----------- | ----- |
| 1938 | Campionati europei | Vienna | Staffetta 4×100 metri | Bronzo    | 49"4        | [ 1 ] |

## Campionati nazionali
- 3 volte campionessa italiana assoluta dei 100 metri piani (1939, 1941, 1942)
- 4 volte campionessa italiana assoluta della staffetta 4×100 metri (1939, 1940, 1942, 1946)

1937
- Bronzo ai campionati italiani assoluti, 60 m piani - 8"2

1938
- Argento ai campionati italiani assoluti, 100 m piani - 12"8

1939
- Oro ai campionati italiani femminili assoluti di atletica leggera, 100 metri piani - 12"7
- Oro ai campionati italiani femminili assoluti di atletica leggera, staffetta 4×100 metri - 50"0

1940
- Bronzo ai campionati italiani assoluti, 100 m piani - 12"8
- Oro ai campionati italiani femminili assoluti di atletica leggera, staffetta 4×100 metri - 50"9

1941
- Oro ai campionati italiani femminili assoluti di atletica leggera, 100 metri piani - 12"5

1942
- Oro ai campionati italiani femminili assoluti di atletica leggera, 100 metri piani - 12"7
- Oro ai campionati italiani femminili assoluti di atletica leggera, staffetta 4×100 metri - 50"0

1943
- Bronzo ai campionati italiani assoluti, 100 m piani - 12"5
- Argento ai campionati italiani assoluti, staffetta 4x100 m - 50"6

1946
- Oro ai campionati italiani femminili assoluti di atletica leggera, staffetta 4×100 metri - 50"6